# 高杉町
高杉町（たかすぎちょう）は、愛知県名古屋市中川区にある町名。丁番を持たない単独町名である。住居表示未実施。

## 地理
名古屋市中川区の中南部に位置し、東に法華、西に下之一色町字松蔭2丁目、南に昭和橋通、北に法華西町と接する。

## 歴史

### 沿革
- 1938年（昭和13年）2月10日 - 中川区東起町の一部により、同区高杉町として成立[1]。
- 1957年（昭和32年）3月22日 - 高杉土地区画整理組合の設立が認可される[2]。
- 1974年（昭和49年）2月23日 - 法華町の一部を編入する[1]。
- 1980年（昭和55年）7月20日 - 昭和橋通・法華西町の各一部を編入する[1]。また、一部が法華二丁目[3]、下之一色町[4]にそれぞれ編入される。

## 世帯数と人口
2019年（平成31年）1月1日現在の世帯数と人口は以下の通りである。
| 町丁   | 世帯数  | 人口    |
| ------ | ------- | ------- |
| 高杉町 | 488世帯 | 1,078人 |

### 人口の変遷
国勢調査による人口の推移
| 1995年（平成7年）  | 971人  | [ WEB 5 ] |  |
| 2000年（平成12年） | 981人  | [ WEB 6 ] |  |
| 2005年（平成17年） | 1025人 | [ WEB 7 ] |  |
| 2010年（平成22年） | 1072人 | [ WEB 8 ] |  |
| 2015年（平成27年） | 1142人 | [ WEB 9 ] |  |

## 学区
市立小・中学校に通う場合、学校等は以下の通りとなる。また、公立高等学校に通う場合の学区は以下の通りとなる。
| 番・番地等 | 小学校               | 中学校               | 高等学校 |
| ---------- | -------------------- | -------------------- | -------- |
| 全域       | 名古屋市立中島小学校 | 名古屋市立高杉中学校 | 尾張学区 |

## 交通
- 愛知県道107号中川中村線

## 施設
- 名古屋市立高杉中学校
- 名古屋高杉郵便局
- 日産プリンス名古屋販売 一色大橋店

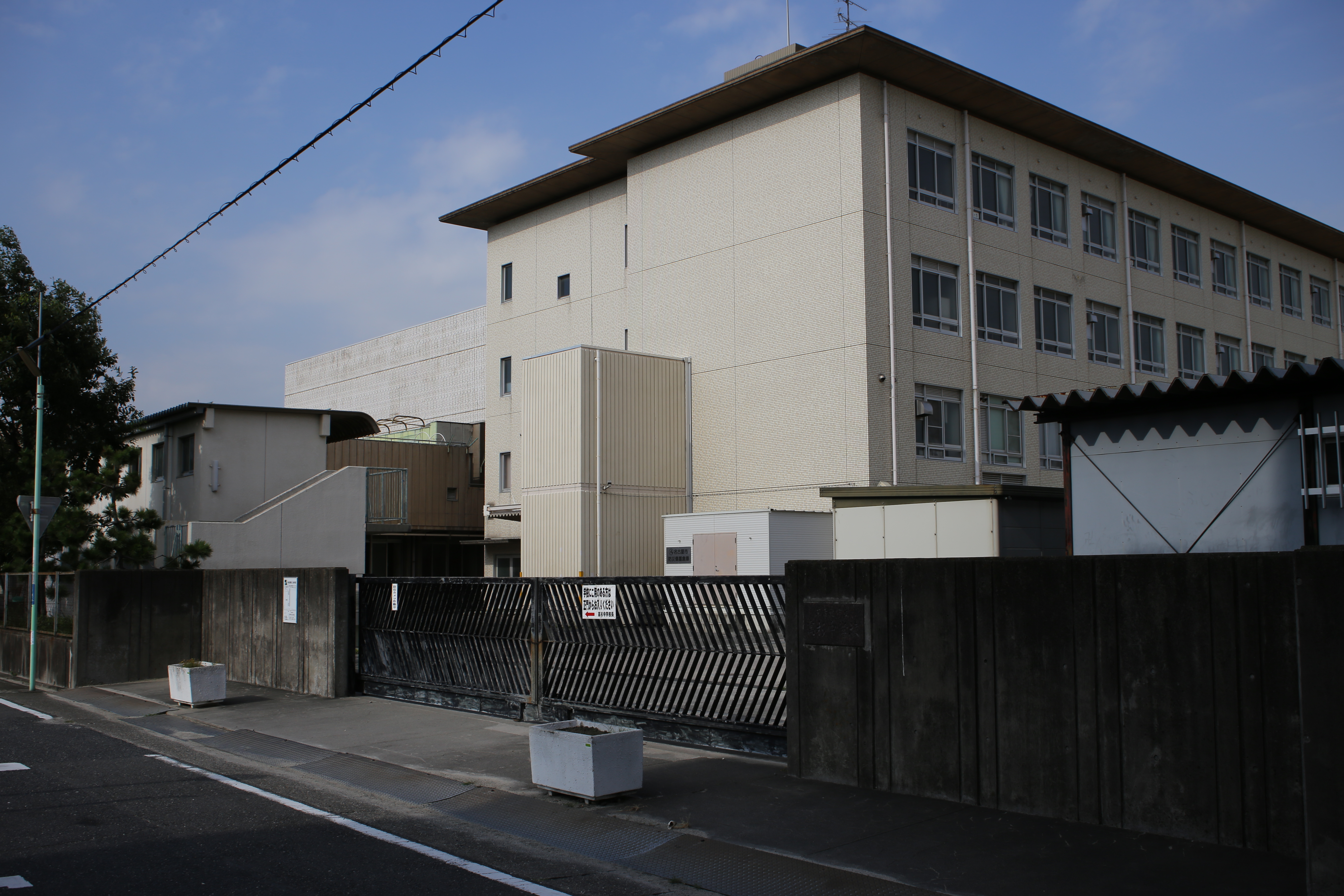
名古屋市立高杉中学校（2016年7月）

## その他

### 日本郵便
- 郵便番号 : 454-0936[WEB 2]（集配局：中川郵便局[WEB 12]）。

### WEB
1. 1 2  “町・丁目(大字)別、年齢(10歳階級)別公簿人口(全市・区別)”.   名古屋市 (2019年1月23日). 2019年1月23日閲覧。
2. 1 2  “郵便番号”.  日本郵便. 2019年2月10日閲覧。
3. ↑  “市外局番の一覧”.   総務省. 2019年1月6日閲覧。
4. ↑  “中川区の町名一覧”.   名古屋市 (2015年10月21日). 2019年2月13日閲覧。
5. ↑  総務省統計局 (2014年3月28日). “平成7年国勢調査の調査結果(e-Stat) - 男女別人口及び世帯数 －町丁・字等” (CSV). 2019年4月27日閲覧。
6. ↑  総務省統計局 (2014年5月30日). “平成12年国勢調査の調査結果(e-Stat) - 男女別人口及び世帯数 －町丁・字等” (CSV). 2019年4月27日閲覧。
7. ↑  総務省統計局 (2014年6月27日). “平成17年国勢調査の調査結果(e-Stat) - 男女別人口及び世帯数 －町丁・字等” (CSV). 2019年4月27日閲覧。
8. ↑  総務省統計局 (2012年1月20日). “平成22年国勢調査の調査結果(e-Stat) - 男女別人口及び世帯数 －町丁・字等” (CSV). 2019年4月27日閲覧。
9. ↑  総務省統計局 (2017年1月27日). “平成27年国勢調査の調査結果(e-Stat) - 男女別人口及び世帯数 －町丁・字等” (CSV). 2019年4月27日閲覧。
10. ↑  “市立小・中学校の通学区域一覧”.   名古屋市 (2018年11月10日). 2019年1月14日閲覧。
11. ↑  “平成29年度以降の愛知県公立高等学校（全日制課程）入学者選抜における通学区域並びに群及びグループ分け案について”.   愛知県教育委員会 (2015年2月16日). 2019年1月14日閲覧。
12. ↑  郵便番号簿 平成29年度版 - 日本郵便. 2019年02月10日閲覧 (PDF)

### 書籍
1. 1 2 3  名古屋市計画局 1992, p. 816.
2. ↑  名古屋市土地区画整理組合等一覧 - 公益財団法人名古屋まちづくり公社. 2020年9月12日閲覧.
3. ↑  名古屋市計画局 1992, p. 817.
4. ↑  名古屋市計画局 1992, p. 834.